# 은산중학교
은산중학교(恩山中學校)는 대한민국 충청남도 부여군 은산면 신대리에 있는 공립 중학교이다.

## 학교 연혁
- 1964년 3월 8일 : 은산중학교 개교
- 2000년 3월 1일 : 은산초ㆍ중학교 현대화시범학교로 통합
- 2015년 3월 1일 : 중학교 4학급(특수학급 포함)
- 2022년 9월 1일 : 통합학교 제9대 심상균 교장 부임
- 2024년 1월 5일 : 제58회 졸업식(총 8,189명)
- 2024년 3월 4일 : 입학식(10명)

## 참고 자료
- 은산중학교 - 한국교육학술정보원 학교알리미